# Gmina Brańszczyk
Die Gmina Brańszczyk ist eine Landgemeinde im Powiat Wyszkowski der Woiwodschaft Masowien in Polen. Ihr Sitz ist das gleichnamige Dorf mit etwa 1100 Einwohnern.

## Gliederung
Zur Landgemeinde Brańszczyk gehören 22 Dörfer mit einem Schulzenamt:
Białebłoto-Kobyla
Białebłoto-Kurza
Białebłoto-Stara Wieś
Brańszczyk
Budykierz
Dalekie-Tartak
Dudowizna
Knurowiec
Niemiry
Nowa Wieś
Nowe Budy
Nowy Brańszczyk
Ojcowizna
Poręba-Kocęby
Poręba Średnia
Przyjmy
Stare Budy
Trzcianka
Tuchlin
Turzyn
Udrzyn
Udrzynek
Weitere Orte der Gemeinde sind:
Bagienko
Budykierz (gajówka)
Dalekie
Dębienica
Gajówka Ciepła
Gajówka Natalin
Gajówka Trzcianka
Lipa-Gajówka
Niemiry-Gajówka
Poręba
Sierakowiec
Smolarnia
Ślepioty